# John Owen Lowe
John Owen Lowe (Los Angeles, 6 novembre 1995) è un attore, sceneggiatore e produttore cinematografico statunitense.

## Biografia
John Owen Lowe è nato a Los Angeles, California, dall'attore Rob Lowe e dalla truccatrice Sheryl Berkoff. Ha un fratello maggiore, Matthew, di professione avvocato. Nel 2018 ha conseguito un baccellierato in scienza, tecnologia e società all'Università di Stanford.
Contemporaneamente ha intrapreso la carriera di attore comparendo nella serie televisiva The Grinder, nel programma televisivo The Lowe Files, in cui lui e la sua famiglia indagano su misteri irrisolti, e nel film natalizio Un safari per Natale, oltre a lavorare come sceneggiatore a diversi episodi di 9-1-1: Lone Star.
Da marzo 2023 Lowe ha iniziato a recitare nella commedia Netflix Unstable, di cui è stato anche produttore esecutivo assieme a suo padre e Victor Fresco. La serie è ispirata al rapporto tra lui e il padre nella vita reale.

## Vita privata
Lowe è un appassionato pianista. Dal 2018, dopo aver avuto alcuni problemi di dipendenza da sostanze, ha intrapreso uno stile di vita sobrio. Nel 2023 ha acquistato una casa a Sherman Oaks precedentemente appartenuta al ballerino Derek Hough.

## Filmografia

### Attore

#### Cinema
- A Canine Affair, regia di Harrison Gilman - cortometraggio (2014)
- Un safari per Natale (Holiday in the Wild), regia di Ernie Barbarash (2019)
- Grace Point, regia di Rory Karpf (2023)

#### Televisione
- The Grinder - serie TV, 5 episodi (2015-2016)
- Unstable - serie TV, 16 episodi (2023-in corso)

### Sceneggiatore
- 9-1-1: Lone Star - 33 episodi (2020-2022)
- Unstable - 16 episodi (2023-in corso)

## Programmi televisivi
- The Lowe Files – podcast, 9 episodi (2017)

## Doppiatori italiani
Nelle versioni in italiano delle opere in cui ha recitato, John Owen Lowe è stato doppiato da:
- Mirko Cannella in Un safari per Natale
- Gabriele Patriarca in Unstable